# Spetsbergsgrissla
Spetsbergsgrissla (Uria lomvia) är en fågel som tillhör familjen alkor. Den är en nära släkting till sillgrisslan men häckar generellt nordligare. Sällsynt ses den söder om sitt utbredningsområde, i Sverige vid ett 50-tal tillfällen.

## Utseende
Spetsbergsgrisslan är en ganska stor fågel, totallängden kan uppgå till cirka 42 centimeter, med ett vingspann mellan 64 och 75 centimeter och en vikt mellan 0,7 och 1,2 kg. Fjäderdräkten är svart ovan och vit under. Den är mycket lik sillgrisslan. De två arterna skiljer sig främst genom att spetsbergsgrisslan har kortare och kraftigare näbb, har en mörkare färg på huvudet samt den vitgula strimman på kanten av näbben.

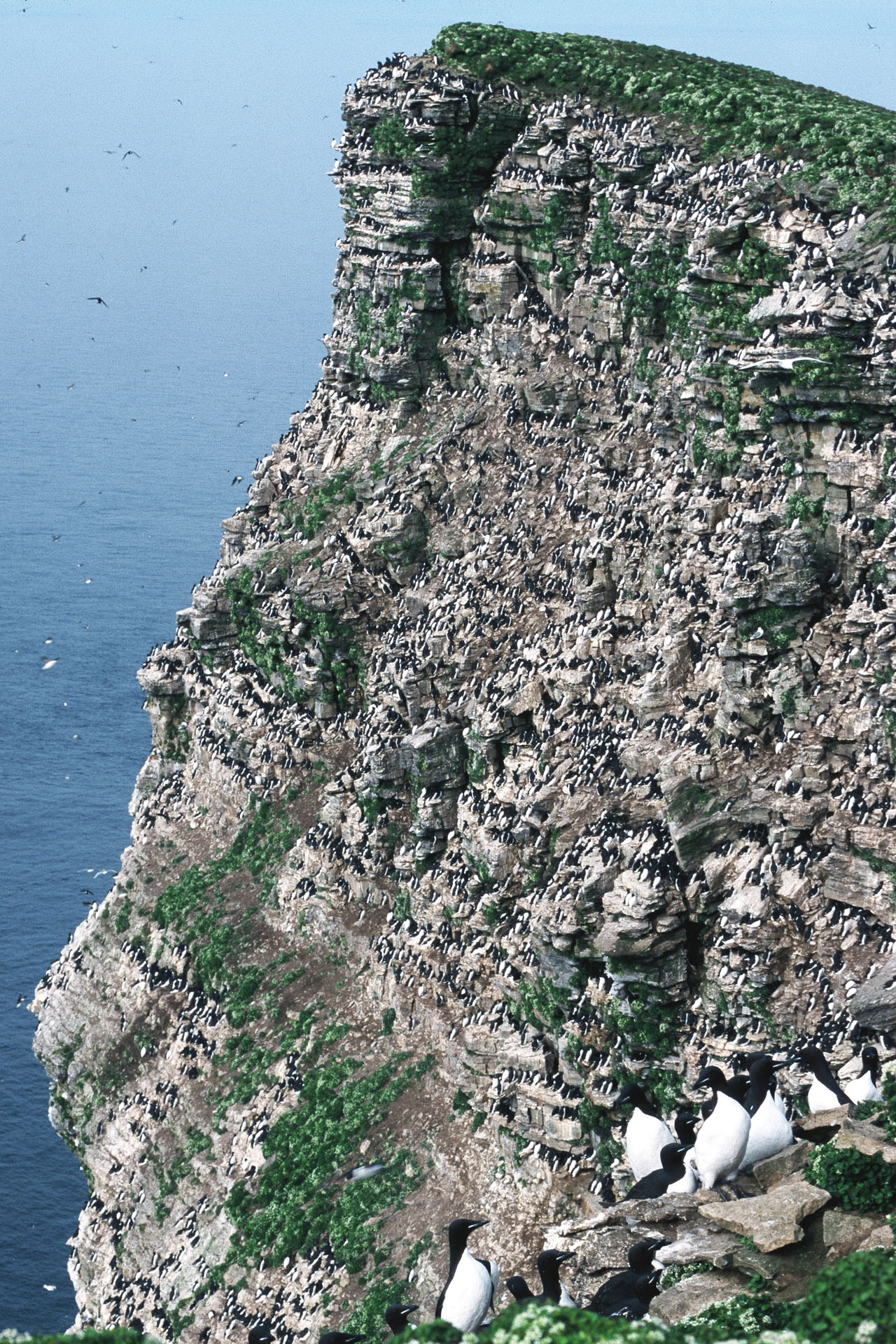
Koloni med spetsbergsgrissla på klippsida av Spetsbergen.
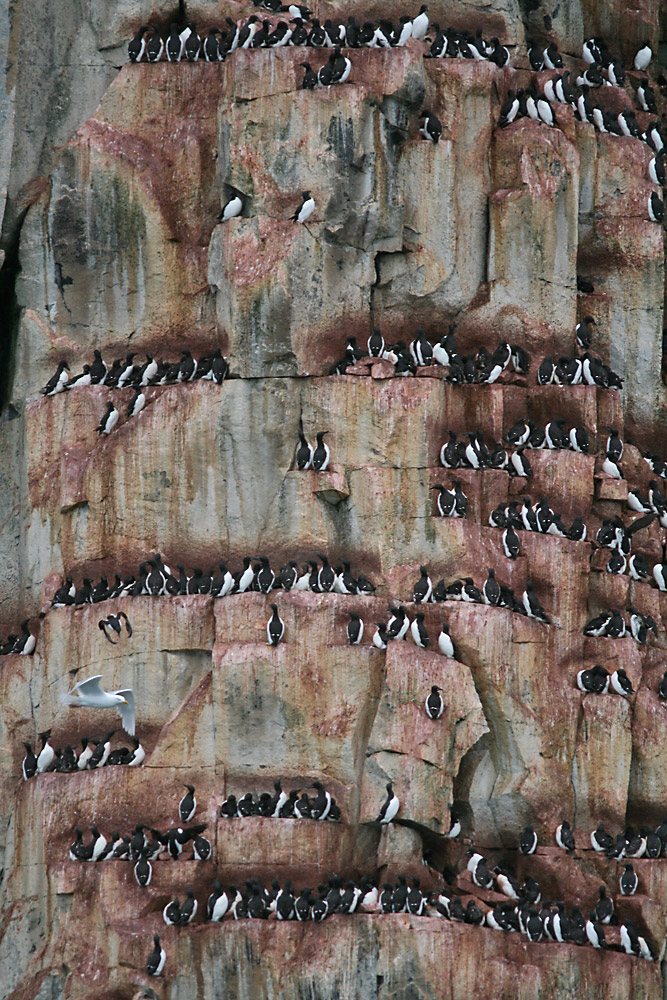
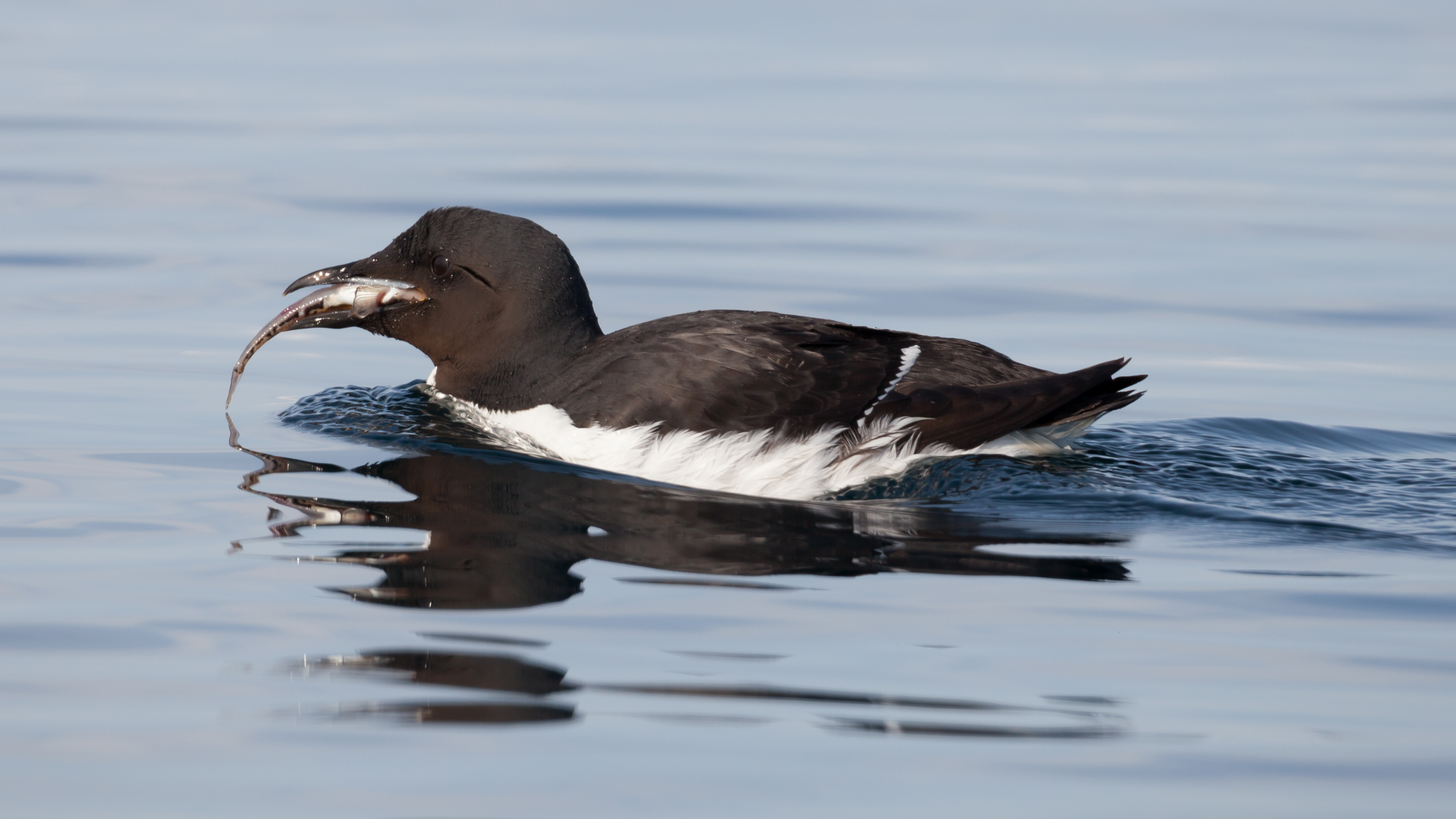
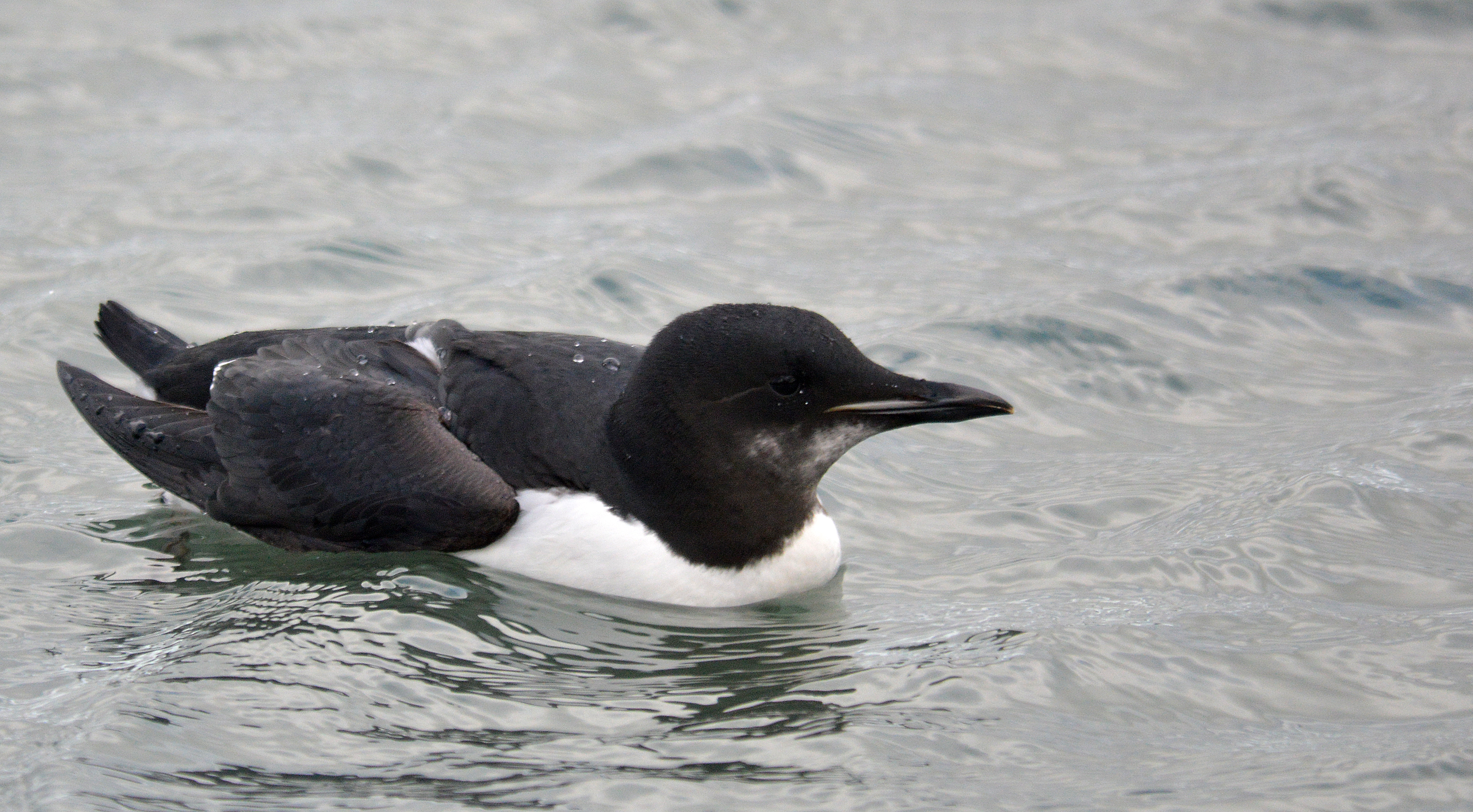
I vinterdräkt på besök i Storbritannien.
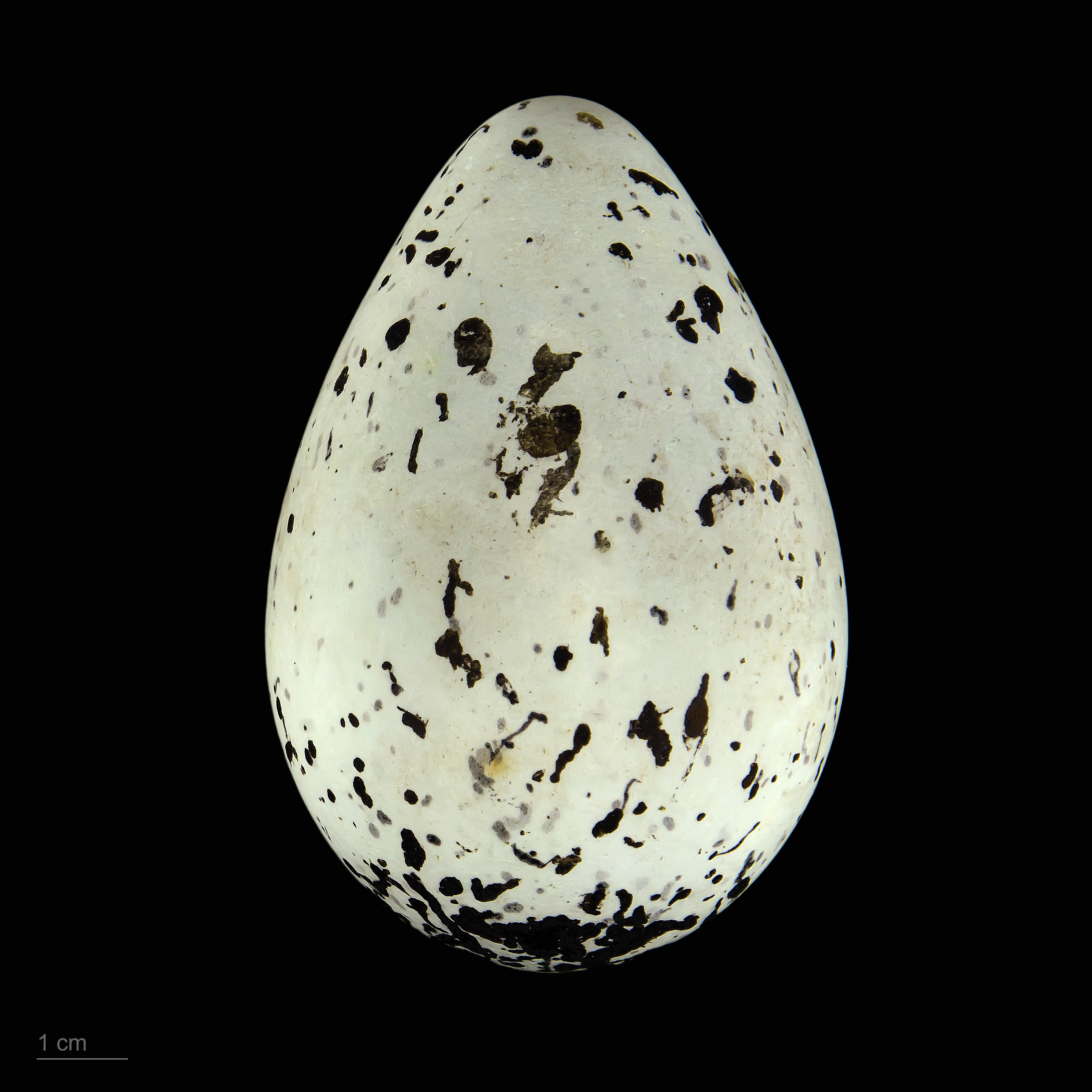
Museum specimen
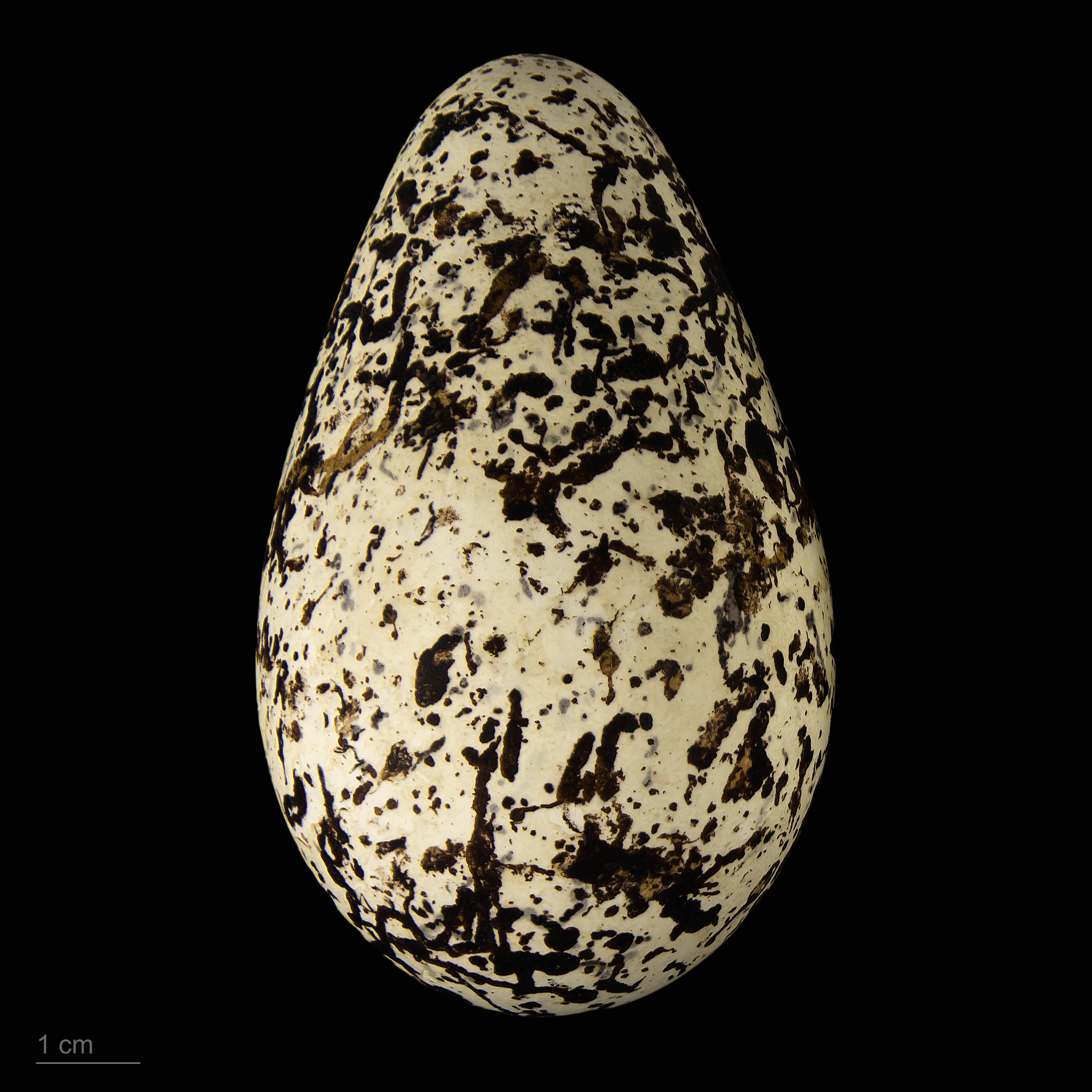
Museum specimen

## Läten
Lätena liknar sillgrisslans men är hårdare och mer kråklika.

## Utbredning och systematik
Spetsbergsgrisslan lever i de arktiska områdena från östligaste Kanada via Grönland, Island, Bjørnøya, Svalbard, Frans Josefs land och till Novaja Zemlja och nordligaste Norge. Fågeln är även utbredd på båda sidor om Berings sund (Ryssland och Alaska). Den sydligaste häckningsplatsen där fågeln påträffats är på öarna söder om Kamtjatkahalvön. På Grönland häckar fågeln i mycket stora kolonier innehållande uppemot ett par miljoner par. 
Spetsbergsgrissla delas oftast upp i fyra underarter med följande utbredning:
- atlantspetsbergsgrissla[4] Uria lomvia lomvia – Saint Lawrenceviken till Grönland och Novaja Zemlja
- Uria lomvia eleonorae – östra Tajmyrhalvön till Nysibiriska öarna
- Uria lomvia heckeri – Wrangelön, Ostrov Geral'd och norra Tjuktjerhalvön
- Uria lomvia arra – norra Japan och Aleuterna till sydöstra Alaska

### Förekomst i Sverige
Spetsbergsgrisslan är en mycket sällsynt gäst i Sverige med ett 50-tal fynd. Majoriteten är från Västkusten under senhöst och vinter, men fynd finns också från Lilla Karlsö i maj 2000, Ölands norra udde i maj 2019 och i januari 1987 påträffades ett exemplar på en väg i Klöverträsk utanför Älvsbyn i Norrbotten. I början av november 2021 gjordes hela tio fynd utmed Västkusten].

## Ekologi

### Häckning
Spetsbergsgrisslan häckar i stora kolonier. Den lägger sitt enda ägg på en klippavsatts i fågelberg. Spetsbergsgrisslan bygger inget egentligt bo, men kan skrapa ihop lite småsten och grus. När detta cementeras fast av avföring kan det hjälpa till att hindra ägget från att rulla ut över kanten.

### Föda
Spetsbergsgrisslan är en av de mest djupdykande av alla fåglar, regelbundet till mer än 100 meters djup och tillfälligt ända upp till 200 meter. Den kan vara under ytan mer än tre minuter. Spetsbergsgrisslan lever av fisk, skaldjur, bläckfisk och andra marina invertebrater.

## Status och hot
Arten har ett stort utbredningsområde och en stor population, och tros öka i antal. Utifrån dessa kriterier kategoriserar IUCN arten som livskraftig (LC). 1996 uppskattades världspopulationen till fler än 22 miljoner individer.

## Namn
Fågeln fick sitt engelska namn Brünnich's Guillemot efter den danske zoologen Morten Thrane Brünnich. IOC World Bird List rekommenderar det engelska namnet thick-billed murre. På svenska har fågeln även kallats nordgrissla, spetsbergsalk, Spetsbergens sillgrissla och Brünnichs grissla.